# Josiah Zion Gumede
Josiah Zion Gumede (19 september 1919 - 28 maart 1989) was een Zimbabwaanse leraar en politicus.
Gumede was van 1 juni tot 12 december 1979 president van het internationaal niet-erkende Zimbabwe-Rhodesië, de overgangsrepubliek van het eveneens niet-erkende Rhodesië naar Zimbabwe (wel internationaal erkend). Hij was de opvolger van Henry Everard, de laatste president van Rhodesië, en de voorganger van Canaan Banana, de eerste president van Zimbabwe. Abel Muzorewa was tezelfdertijd premier van Zimbabwe-Rhodesië.
Gumede was onder meer ook algemeen secretaris van de Afrikaanse Lerarenvereniging van Rhodesië en ouderling van de Presbyteriaanse Kerk van Zuid-Afrika.

## Familie
Hij is de grootvader van de Britse actrice Natalie Gumede (1984).